# 2024년 키움 히어로즈 시즌
2024년 키움 히어로즈 시즌은 키움 히어로즈가 KBO 리그에 참가한 6번째 시즌으로, 우리 히어로즈, 서울 히어로즈, 넥센 히어로즈 시절까지 합하면 17번째 시즌이다. 홍원기 감독이 팀을 이끈 4번째 시즌으로, 주장은 김혜성이 맡다가 송성문으로 바뀌었다. 팀은 2년 연속으로 10팀 중 정규시즌 최하위에 그쳤다. 시즌 후 열린 KBO-Fall League에는 구단 사상 최초로 참가했으나 8팀 중 예선 최하위에 그쳐 탈락했다.

## 타이틀
- 메이저 리그 베이스볼 서울 시리즈 국가대표: 김동헌, 김혜성
- 프리미어 12 국가대표: 송성문, 이주형
- 2024 K-BASEBALL SERIES 국가대표: 송성문, 이주형
- WBSC U-23 야구 월드컵 국가대표: 주승빈, 김시앙
- KBO 골든글러브: 김혜성 (2루수)
- KBO 수비상: 김혜성 (2루수)
- 조아제약 프로야구대상 최고야수상: 송성문
- 오프더야구 시즌 베스트 라인업: 김혜성 (2루수)
- 스탯티즈 골든글러브: 김혜성 (2루수)
- 스탯티즈 기량발전상(타자): 송성문
- 올스타 선발: 김혜성 (2루수), 도슨 (외야수 3위)
- 올스타전 추천선수: 하영민, 조상우, 송성문
- K-브랜드지수 프로야구 올스타 부문 TOP10: 김혜성 (8위)
- 네이버 스포츠 베스트 플레이어 TOP10: 김혜성 (3위)
- 야구대표자 선정 루키 베스트 라인업: 안우진 (선발투수)
- 컴투스 프로야구 레전드 카드: 박병호
- 마구마구 레전드 프랜차이즈: 조상우, 브리검
- 퀄리티 스타트: 후라도 (23)
- 체인지업 구종가치: 후라도 (22.7)
- 포크볼 구종가치: 하영민 (19.6)
- 어시스트: 김혜성 (342)
- 병살 유도: 후라도 (21)
- 땅볼 유도: 후라도 (211)
- 병살 처리: 최주환 (94)

### 퓨처스리그
- 리얼글러브 퓨처스리그: 이승원, 김동규, 심휘윤
- 퓨처스 올스타: 김연주, 윤석원, 송지후, 이승원
- 출루율: 김웅빈 (0.447)
- OPS: 김웅빈 (0.956)
- 북부리그 타율: 김웅빈 (0.320)
- 북부리그 사구: 김주형 (10)
- 북부리그 장타율: 김웅빈 (0.509)

### KBO Fall league
- 출장(타자): 김병휘, 박주홍, 박채울, 변상권, 서유신, 심휘윤, 이승원, 주성원 (8)
- 3루타: 서유신 (1)
- 사구: 이재상 (2)
- 출장(투수): 박윤성 (6)

## 선수단
- 선발투수: 후라도, 헤이수스, 하영민, 김인범, 김윤하, 정찬헌, 이종민
- 구원투수: 조상우, 김성민, 김재웅, 김동욱, 김선기, 원종현, 양지율, 박윤성, 박승주, 김동규, 손현기, 문성현, 김연주, 전준표, 윤석원, 오석주, 김동혁, 조영건
- 마무리투수: 주승우, 윤정현, 박범준, 이명종
- 포수: 김건희, 김재현, 박성빈, 김시앙, 김동헌, 박준형
- 1루수: 최주환
- 2루수: 김혜성, 송지후
- 유격수: 김태진, 김휘집, 신준우, 김주형, 김병휘, 이승원, 이재상
- 3루수: 송성문, 고영우
- 좌익수: 도슨, 변상권, 박주홍
- 중견수: 이용규, 박수종, 임병욱, 원성준, 예진원
- 우익수: 이주형, 이형종, 주성원, 장재영, 임지열
- 지명타자: 심휘윤, 김수환, 김웅빈, 이원석

## 여담
- 김인범은 데뷔 첫 시즌이었던 2021년 5.1이닝 무실점을 기록한 데 이어 이 시즌 14.1이닝동안 무실점으로 버텨 도합 19.2이닝동안 무실점을 기록하여 KBO 리그 역대 데뷔 후 최다 이닝 연속 이닝 무실점 기록을 세웠다.
- 팀은 이 시즌에 우승에 실패함으로써 우승 없이 9시즌을 보내고 해체한 쌍방울 레이더스를 제외하면 KBO 리그 첫 참가 시즌부터 첫 통합 우승까지 가장 오래 걸린 구단이 되었다.
- 송성문은 도루성공률 100%를 기록하여 KBO 리그에서 단일 시즌 20도루 이상을 기록한 선수 중 단일 시즌 최고 도루성공률 기록을 세웠다.
- 김혜성은 2루에서 3루로 총 11번 태그업에 성공하여 2013년 이후 단일 시즌 최다 기록을 세웠다.
- 김혜성은 1루 주자일 때 단타 시 2베이스 이상 진루에 총 25회 성공하여 2013년 이후 단일 시즌 최다 기록을 세웠다.
- 정찬헌은 이 시즌을 끝으로 은퇴하여, KBO 리그 역대 주포지션이 투수였던 선수 중 통산 최고 타율(1.000) 기록을 세웠다.
- 김윤하는 이 시즌까지 통산 퀄리티스타트+ 3회, 퀄리티스타트+ 달성률 25%, 선발 경기 당 5.69이닝으로 2013년 이후 KBO 리그 10대 투수 최다, 최고 기록을 세웠다.